# Municipalità locale di Mogalakwena
Mogalakwena è una municipalità locale (in inglese Mogalakwena Local Municipality) appartenente alla municipalità distrettuale di Waterberg della provincia del Limpopo in Sudafrica.
Il suo territorio si estende su una superficie di 6.166 km² ed è suddiviso in 32 circoscrizioni elettorali (wards). Il suo codice di distretto è LIM367.

## Geografia fisica

### Confini
La municipalità locale di Mogalakwena confina a nord e a ovest con quella di Lephalale, a nord e a est con quella di Blouberg (Capricorn), a est con quelle di Aganang e Polokwane (Capricorn), a sudest con quella di Lepele-Nkumpi (Capricorn), a sud con quella di Mookgopong e a ovest con quella di Modimolle.

### Città e comuni
- Babirwa
- Bakenberg
- Bakoni Manetji
- Ba-Mokopane
- Batlokwa
- Drummondlea
- Gilead
- Groesbeek
- Janseput
- Lekalakala
- Mahwelereng
- Mapela
- Marken
- Matlala
- Matlala Dichoeneng
- Mogalakwena
- Mogalakwenastroom
- Mokamole
- Mokerong
- Mokopane (ex Potgietersrus)
- Nkiditlana
- Rebone
- Sekgakgapeng
- Steilloopbrug
- Steilwater
- Sterkwater
- Tsebishi
- Uitzicht

### Fiumi
- Goud
- Groot - Sandsloot
- Klein Mogolakwena
- Lephalala
- Mmadikiri
- Mokamole
- Nyl
- Rietspruit
- Rooisloot
- Seepabana

### Dighe
- Gert Combrink Dam
- Rooywal Dam